# Katsyaryna Andreyeva
Ne doit pas être confondue avec la journaliste russe Ekaterina Sergueïevna Andreïeva
Pour les articles homonymes, voir Andreïeva.
Katsyaryna Andreyeva, née Katsyaryna Andreyevna Bakhvalova le 2 novembre 1993 à Minsk, est une journaliste d'investigation biélorusse et une prisonnière politique.

## Biographie

### Famille
L'arrière-grand-père de Katsyaryna, David Pinkhasik (1914-1996), est un journaliste célèbre. Son arrière-grand-mère Maria Vaganova (1908-?) crée et est la première rédactrice en chef de Poleskaya Pravda, et travaille ensuite pour Sovetskaya Belorussia. Le grand-père de Katsyaryna, Siarhei Vaganov, également journaliste biélorusse, est le rédacteur en chef du journal Trud v Belarusi. Ses parents sont philologues.

### Formation et activité professionnelle
Elle fait ses études primaires à l'école n° 19 de Minsk, puis étudie au gymnase de langue biélorusse n° 23. Après l'école, elle entre à l'université d'État de Moscou, mais durant sa troisième année d'études, elle part en Espagne en tant que volontaire ; elle y vit deux années. Après son retour dans son pays natal, elle décide de perpétuer la dynastie familiale et de se lancer dans le journalisme. Elle débute en remportant un prix au concours « People's Journalist » et commence à écrire pour le journal Nasha Niva .
Elle est ensuite présente à la télévision, où, à partir de 2017, Katsyaryna travaille pour la chaîne de télévision Bielsat, dirige des streams, réalise des reportages de journalisme de rue. En raison de sa position, elle s'attire à plusieurs reprises l'hostilité des autorités quant à l'exercice de ses fonctions professionnelles . Avec son mari Igor Ilyach, elle enquête sur la corruption parmi les hauts fonctionnaires et les hommes d'affaires ou couvre le conflit militaire dans le Donbass. En 2020, leur livre commun Belarusian Donbass est publié. Le livre présente les conclusions d'une importante enquête journalistique, qui révèle comment les services secrets et les autorités de l'État biélorusse sont impliqués dans la guerre. En 2021, il est considéré comme un ouvrage extrémiste en Biélorussie et mis à l'index.
Katsyaryna Andreyeva est détenue pour la première fois en 2017 à Orcha . Le 12 septembre 2020, elle est arrêtée par la police anti-émeute pour avoir retransmis en direct la marche des femmes à Minsk et est détenue pendant 3 jours.

## Poursuites pénales
Avec la journaliste Darya Chultsova, elle tombe sous le coup d'une affaire pénale pour avoir organisé des actions « portant gravement atteinte à l'ordre public », après la diffusion en direct le 15 novembre 2020 de la violente dispersion par les forces de sécurité de personnes venues honorer la mémoire de Raman Bandarenka, assassiné Place des changements (en), à Minsk. Après sept jours d'arrestation administrative, elle n'est pas libérée. Katsyaryna Andreyeva est transférée au centre de détention de Jodzina, où elle est détenue jusqu'à son procès. Le 24 novembre 2020, une déclaration conjointe de dix organisations, dont le Centre des droits humains Viasna, l'Association biélorusse des journalistes, le Comité biélorusse d'Helsinki et le Centre PEN biélorusse, la déclare prisonnière politique.
Le 17 février 2021, le tribunal du district Frounzenski de Minsk, sous la présidence de la juge Natalya Buguk, du procureur Alina Kasyanchyk, et de l'enquêteur (jouant le rôle de juge d'instruction) Igor Kurylovich, annonce sa peine : Katsyaryna Andreeva est condamnée à 2 années d'emprisonnement dans une colonie pénale du régime général,.
Le 27 mars 2021, Katsyaryna Andreyeva est déclarée « sujette à l'extrémisme » pour avoir refusé d'admettre sa culpabilité devant la commission pénitentiaire. Elle est alors placée sous contrôle spécial .
L'appel contre le verdict, examiné par le tribunal de la ville de Minsk le 23 avril 2021, est rejeté.
Le 13 juillet 2022, Katsyaryna Andreyeva, jugée à huis clos pour « trahison d'État », est condamnée à huit ans et trois mois de prison, d'après l’agence d’État Belta.

## Réactions

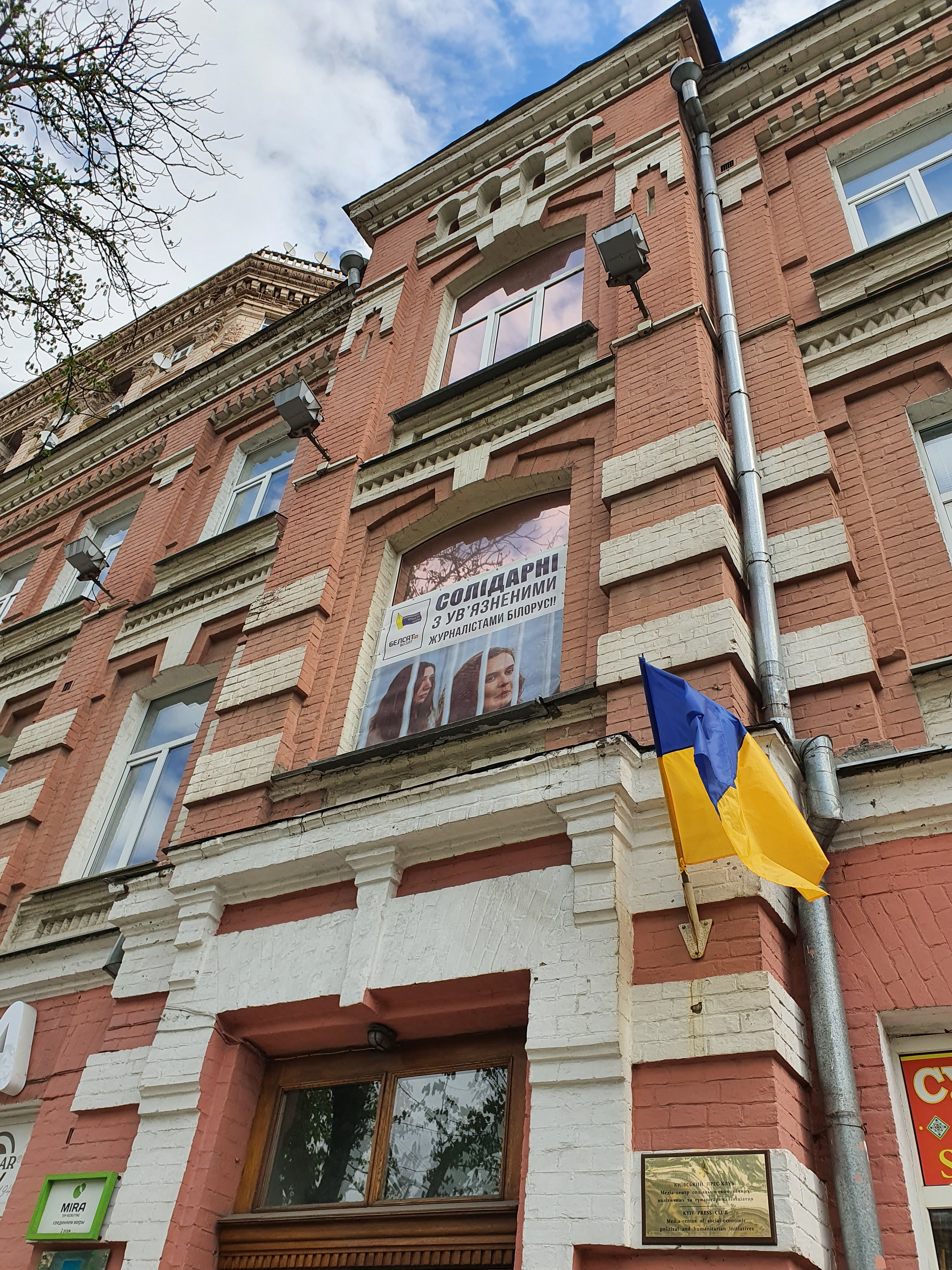
Kyiv, le 5 mai 2021. Affiches de solidarité avec les journalistes détenus de la chaîne de télévision Belsat, Katsyaryna Andreyeva et Daria Chultsova.

Le 4 février 2021, Delara Burkhardt, membre du Parlement européen, parraine la prisonnière politique. Le 8 février 2021, l'ambassade des États-Unis en Biélorussie publie une déclaration appelant à la libération de Darya Chultsova et Katsyaryna Andreeva . Après la condamnation, le 18 février 2021, le président de la Pologne, Andrzej Duda, appelle quant à lui à une amnistie pour les deux journalistes .
À la suite de la décision du Conseil de l'Union européenne en date du 21 juin 2021, la juge Natalia Buguk est inscrite sur la iste noire de l'Union européenne, notamment pour « de nombreuses décisions à motivation politique contre des journalistes et des manifestants, notamment la condamnation de Katsyaryna Bakhlova (Andreeva) et Darya Chultsova » et les violations des droits à la protection et du droit à pouvoir bénéficier d'un procès équitable. Par la même décision, y sont également inscrits les noms du procureur adjoint du Tribunal d'arrondissement de Frunzen, Alina Kasyanchyk, notamment pour avoir traduit en justice des femmes journalistes pour « l'enregistrement vidéo de manifestations pacifiques sur la base d'accusations sans fondement de « complot » et de « violation de l'ordre public » » et l'enquêteur principal, Ihar Kurilovich, notamment pour la préparation d'une affaire pénale à motivation politique contre des femmes journalistes qui ont enregistré des manifestations pacifiques.

## Vie privée
Elle rencontre son futur mari, le journaliste Igor Ilyach, en 2015, et ils se marient un an plus tard  .

## Publications
- Belarusian Donbass (2020, avec Igor Ilyach)

## Récompenses et distinctions
- Le 10 décembre 2020, des militants biélorusses des droits de l'homme la nomment « Journaliste de l'année » (avec Daria Chultsova et Katsiaryna Barisevitch)[14],[15],[16].
- Le 10 mars 2021, elle reçoit le prix Dariusz Fikus (avec Daria Chultsova)[17].
- Le 9 avril 2021, elle est lauréate du prix « Honneur du journalisme » du nom d'Ales Lipai (avec Daria Chultsova et Katsiaryna Borisevitch)[18].
- Le 7 juin 2021, elle est lauréate de l'Axel-Springer-Preis (avec Daria Chultsova)[19].
- Le 10 juin 2021, elle reçoit le prix du courage dans le journalisme de l'International Women's Media Foundation (avec Daria Chultsova)[20].
- Le 29 juillet 2021, elle lauréate du « Prix pour la liberté et l'avenir des médias » (avec Daria Chultsova)[21],[22].
- Le 12 août 2021, elle et d'autres journalistes biélorusses reçoivent le Free Media Awards (Gerd Bucerius Free Press of Eastern Europe Award)[23].
- Le 15 octobre 2021, elle est lauréate du Prix Europa dans la catégorie « Journaliste européen de 2021 » (avec Daria Chultsova)[24],[25].